# Robert Urich

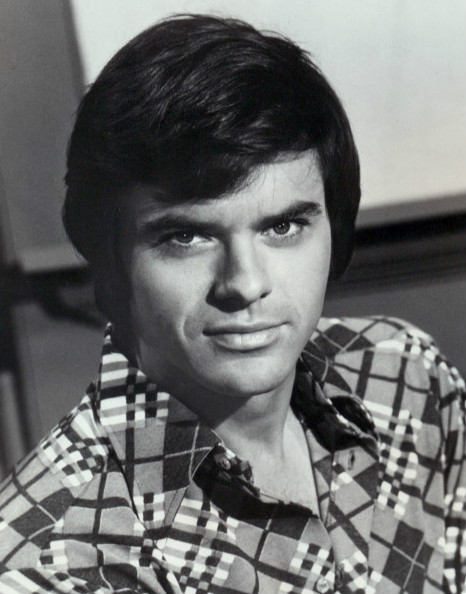
Robert Urich

Robert Michael Urich (* 19. Dezember 1946 in Toronto, Ohio; † 16. April 2002 in Thousand Oaks, Kalifornien) war ein US-amerikanischer Schauspieler.

## Leben
Urich spielte in seiner Jugend American Football an der Florida State University, die er mit dem Bachelor-Titel abschloss. Anschließend erreichte er einen Master-Titel an der Michigan State University. Nach dem Ende seines Studiums arbeitete er kurzfristig als Moderator der Wettervorhersage bei einem Lokalsender. Er spielte zunächst Gastrollen in Serien wie Kung Fu und Rauchende Colts und hatte auch eine kleinere Nebenrolle in  Calahan. Seinen Durchbruch als Schauspieler hatte er jedoch erst 1975, nachdem der  Filmproduzent Aaron Spelling ihn für eine der Hauptrollen in der Fernsehserie Die knallharten Fünf besetzte. Zwar wurde die Serie nach knapp zwei Jahren eingestellt, seine Karriere konnte er danach jedoch mit wiederkehrenden Rollen in Soap – Trautes Heim und Tabitha fortsetzen. Von 1978 bis 1981 spielte er die Hauptrolle in der Serie Vegas und von 1985 bis 1988 die Titelfigur in der Krimiserie Spenser.
1996 gab Urich bekannt, dass bei ihm eine seltene Krebsart, das Synovialsarkom, diagnostiziert worden war. In der Folge engagierte er sich für die Krebsforschung und spendete etliche Beträge seines Vermögens der Universität Michigan. Trotz seines Krebsleidens übte er bis zuletzt seinen Beruf als Schauspieler aus und trat fast jedes Jahr in mehreren Filmen oder Fernsehproduktionen auf. Auch in seinem Todesjahr 2002 wirkte er noch in zwei Filmen mit. Sein Schaffen für Film und Fernsehen umfasst mehr als 80 Produktionen.
Urich war mit der Schauspielerin Heather Menzies-Urich verheiratet, mit der er drei Kinder adoptierte.

## Filmografie (Auswahl)
- 1972: FBI (Fernsehserie, eine Folge)
- 1973: Calahan (Magnum Force)
- 1973: Owen Marshall – Strafverteidiger (Fernsehserie, eine Folge)
- 1973: Kung Fu (Fernsehserie, eine Folge)
- 1973: Dr. med. Marcus Welby (Fernsehserie, eine Folge)
- 1973: Bob & Carol & Ted & Alice (Fernsehserie)
- 1974: Killdozer
- 1974: Nakia, der Indianersheriff (Fernsehserie, eine Folge)
- 1975: The Specialists
- 1975: Die knallharten Fünf (Fernsehserie)
- 1975: Rauchende Colts (Fernsehserie, eine Folge)
- 1976: Tabitha (Fernsehserie)
- 1977: Soap – Trautes Heim (Fernsehserie, sieben Folgen)
- 1977: Bunco
- 1978: Vergiß, was gestern war (Leave Yesterday Behind)
- 1978: Drei Engel für Charlie (Charlie's Angels; Fernsehserie, Folge: Mord in Las Vegas)
- 1977–1978: Love Boat (Fernsehserie, 3 Folgen)
- 1978–1981: Vegas (Fernsehserie)
- 1980: Harte Zeiten für Schutzengel (Fighting Back)
- 1981: Höllenfluß der Angst (Killing at Hell's Gate)
- 1982: Der Tod aus dem Nichts (Endangered Species)
- 1982–1983: Gavilan (Fernsehserie)
- 1984: Krieg der Eispiraten
- 1984: Exit  Ausgang ins Nichts (Invitation to Hell)
- 1985: Tödliche Schlagzeilen (Scandal Sheet)
- 1985: Das Schlitzohr (Turk 182)
- 1985–1988: Spenser (Fernsehserie, 65 Folgen)
- 1986: Flucht in Ketten
- 1986: Captains Courageous
- 1987: Amerika (Fernsehserie)
- 1988: Cheers (eine Folge)
- 1989: Der Ruf des Adlers. Alternativtitel: Weg in die Wildnis (Lonesome Dove) (Fernsehserie)
- 1989: Die Mörderbestie mit dem Hammer (Murder by night)
- 1990–91: American Dreamer (Serie, 17 Episoden)
- 1991: Die Fremde aus der U-Bahn (...And Then She Was Gone)
- 1991: Wettlauf mit dem Tod (Stranger at My Door)
- 1992: Segeltour des Grauens (Survive the Savage Sea)
- 1992–1993: Crossroads (Fernsehserie)
- 1993: Das Biest hinter der Maske (Deadly Relations)
- 1993: It had to be you (Fernsehserie)
- 1993: Spenser: Tochter aus gutem Hause (Ceremony)
- 1994: Spenser: Das Drogenkartell (Pale Kings and Princes)
- 1994: Spenser: Das Attentat (The Judas Goat)
- 1995: Spenser: In Lebensgefahr (A Savage Place)
- 1995: Ein Pferd für Danny (A Horse for Danny)
- 1995: Brutale Exzesse – Skandal in der Navy (She Stood Alone: The Tailhook Scandal)
- 1995: Jock – Abenteuer eines Hundes in Afrika
- 1996: The Lazarus Man
- 1997: Die Nanny (Fernsehserie, eine Folge)
- 1997: Aircrash – Katastrophe beim Take-Off
- 1998–1999: Love Boat – Auf zu neuen Ufern (The Love Boat – The Next Wave) (Fernsehserie)
- 1999: Wunder mit Handicap (Miracle on the 17th Green)
- 1999: Final Speed – Stoppt den Todeszug! (Final Run)
- 2001: Emeril (Fernsehserie)
- 2001: Entscheidung in Clover Bend (Clover Bend)
- 2002: McCord – The President’s Man II
- 2003: Night of the Wolf
- 2003: Endgültig (Aftermath)

## Auszeichnungen
- 1980: Golden-Globe-Award-Nominierung für Vegas
- 1981: Golden-Globe-Award-Nominierung für Vegas
- 1986: Goldene-Himbeere-Nominierung für Turk 182!
- 1995: Stern auf dem Hollywood Walk of Fame am Hollywood Boulevard